# Église de Pantin (metropolitana di Parigi)
Église de Pantin è una stazione sulla linea 5 della metropolitana di Parigi ed è ubicata nel comune di Pantin.

## La stazione
La stazione venne inaugurata nel 1942 ed il suo nome è dato dal fatto che si trova in prossimità della chiesa di Pantin.

## Interconnessioni
- Bus RATP - 61, 145, 147, 249, 684
- Bus altri - TVF, 54.08
- Noctilien - N45